# Layout-motor
En layout-motor (fra engelsk: Layout engine) er software implementeret i en webbrowser, der viser formateret webindhold.
Eftersom browsere bruger forskellige layout-motore, kan websider altså se forskellige ud i forskellige browsere.
De mest kendte layout-motore er:
- Gecko – Mozilla Firefox, SeaMonkey, Flock, Camino, K-Meleon, Netscape (udgået)
- WebKit (bygger på KHTML-motoren) – Apple Safari, Google Chrome
- Trident – Microsoft Internet Explorer 4+, Maxthon, Avant Browser
- KHTML – Konqueror, OmniWeb 5+
- Presto – Opera

| Software | Spire Denne artikel om software og programmering er en spire som bør udbygges. Du er velkommen til at hjælpe Wikipedia ved at udvide den. |